# Мортон (Техас)
Мортон (англ. Morton) — місто (англ. city) в США, в окрузі Кокран штату Техас. Населення — 1690 осіб (2020).

## Географія
Мортон розташований за координатами 33°43′29″ пн. ш. 102°45′33″ зх. д. / 33.72472° пн. ш. 102.75917° зх. д. (33.724821, -102.759210).  За даними Бюро перепису населення США в 2010 році місто мало площу 3,90 км², уся площа — суходіл.

## Демографія
Згідно з переписом 2010 року, у місті мешкало 2006 осіб у 717 домогосподарствах у складі 522 родин. Густота населення становила 515 осіб/км².  Було 845 помешкань (217/км²).
Расовий склад населення:
| - 70,3 % — білих - 4,6 % — чорних або афроамериканців - 1,2 % — корінних американців - 0,2 % — азіатів - 0,1 % — вихідців з тихоокеанських островів - 21,2 % — осіб інших рас |

До двох чи більше рас належало 2,2 %. Частка іспаномовних становила 61,1 % від усіх жителів.
За віковим діапазоном населення розподілялося таким чином: 30,6 % — особи молодші 18 років, 55,2 % — особи у віці 18—64 років, 14,2 % — особи у віці 65 років та старші. Медіана віку мешканця становила 33,0 року. На 100 осіб жіночої статі у місті припадало 96,9 чоловіків;  на 100 жінок у віці від 18 років та старших — 94,7 чоловіків також старших 18 років.
Середній дохід на одне домашнє господарство  становив 42 044 долари США (медіана — 29 563), а середній дохід на одну сім'ю — 50 264 долари (медіана — 40 156). Медіана доходів становила 35 913 долари для чоловіків та 29 250 доларів для жінок. За межею бідності перебувало 24,5 % осіб, у тому числі 32,1 % дітей у віці до 18 років та 12,8 % осіб у віці 65 років та старших.
Цивільне працевлаштоване населення становило 669 осіб. Основні галузі зайнятості: сільське господарство, лісництво, риболовля — 36,3 %, освіта, охорона здоров'я та соціальна допомога — 19,9 %, роздрібна торгівля — 8,4 %, будівництво — 8,1 %.